# Mettmann
Mettmann est le chef-lieu de l'arrondissement de Mettmann (Kreis Mettmann), dans le district de Düsseldorf, en Rhénanie-du-Nord-Westphalie, en Allemagne. La ville se trouve à l'est de Düsseldorf et à l'ouest de Wuppertal.

## Préhistoire

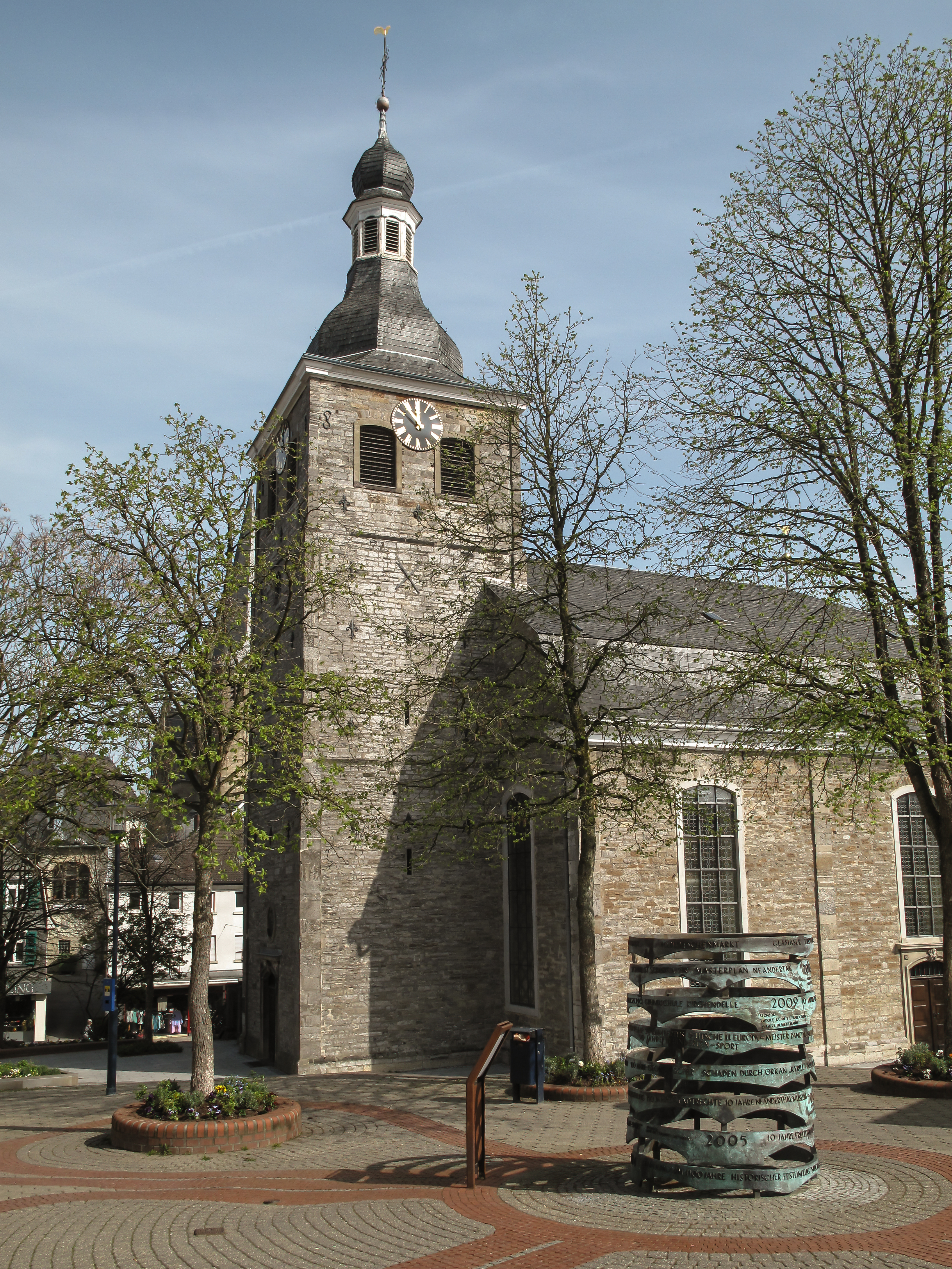
Église protestante

L'Homme de Néandertal fut découvert en 1856 dans la Kleine Feldhofer Grotte (en) : les restes d'un homme préhistorique différent de nous, qu'on nomma ensuite du nom de la vallée de Néander, où se trouve la grotte. Le vallon tirait son nom du poète Joachim Neander, qui avait l'habitude de se promener en ces lieux. On y trouve aujourd'hui le Musée de l'Homme de Néandertal, consacré à ce sujet.

## Monuments
On admire aussi la vieille cité historique avec la place du Marché et les maisons typiques de mineurs (des gisements de quartz et de gypse furent extraits dans la région jusqu'en 1906) recouvertes d'ardoises noires, avec des volets verts la plupart du temps ; l'église catholique Saint-Lambert et l'église luthérienne, bâties de pierres grises ; le moulin à eau restauré avec soin près de l'étang Goldberg.
La vieille mairie, dans la maison située Mittelstrasse 10, abrite un petit musée de la vie locale.

## Jumelages
La ville de Mettmann est jumelée avec :
- Laval (France) depuis 1974.

La ville de Mettmann a lié des liens d'amitié avec :
- Żnin (Pologne) ;
- Goražde (Bosnie-Herzégovine) ;
- Markranstädt (Allemagne).

## Personnalités
- Eberhard Hamer, né en 1932 à Mettmann.